# مایا پلیاک
مایا پلیاک (انگلیسی: Maja Poljak؛ زادهٔ ۲ مهٔ ۱۹۸۳) بازیکن والیبال اهل کرواسی، عضو تیم ملی والیبال زنان کرواسی است. او با واکیف بانک قهرمانی لیگ قهرمانان والیبال اروپا ۲۰۱۱ را تجربه نمود و در انتها به عنوان بهترین مدافع میانی روی تور انتخاب شد. و با اجزاجی‌باشی قهرمان جهان و بهترین مدافع‌میانی جهان شد. مایا پس از پنج سال افتخارآفرینی و حضور موفق در تیم اجزاجی‌باشی استانبول به دینامو مسکو پیوست و هم‌اکنون در این تیم توپ می‌زند